# Uniradioen
Uniradioen (også kaldet Universitetsradioen eller UNIVERSITETSRADIOEN AF 1986) er en dansk studenterradio tilknyttet Københavns Universitet og blev grundlagt i 1986. Uniradioen er en københavnsk lokalradio, der sender på frekvensen 95,5 MHz. Målgruppen er især københavnske studerende.
Sendefladen består af et formiddagsprogram, Manfred, der sendes alle ugens hverdage mellem 9 og 11. Radioens eftermiddagsflade dækkes af en række niche-programmer, der handler om alt fra Eurovision Song Contest, indisk kultur, lokale nyheder fra hele Danmark og film.
Udover radio producerer Uniradioen også podcast, reportager og video, der udkommer på internettet og sociale medier. Radioens musikredaktion arrangerer seks årlige koncerter, kuraterer Uniradioens Spotify-playlister og sendefladernes musikindhold. Det danske band Patinas første koncert var eksempelvis arrangeret af Uniradioen. Musikprofilen spænder over genrerne indie, hiphop, electronica, alternativ rock m.m., men har et udpræget fokus på ny, dansk musik.
Universitetsradioen indgår i øvrigt i et samarbejde med De Danske Studenterradioer, som foruden Universitetsradioen består af studenterradioerne fra Odense, Århus og Aalborg Universitet samt studenteradioen XFM fra DTU i Lyngby. I 2012 sendte Universitetsradioen også tv på Kanal Hovedstaden.